# Spilosoma nivea
Spilosoma nivea är en fjärilsart som beskrevs av George Thomas Bethune-Baker. Spilosoma nivea ingår i släktet Spilosoma och familjen björnspinnare. Inga underarter finns listade i Catalogue of Life.